# Урођени Зика синдром
Урођени Зика синдром (УЗС) је инфекције Зика вирусом (ЗИКВ) током трудноће који се може трансплацентално пренети на фетус у развоју са потенцијалним тератогеним ефектима, укључујући тешке аномалије централног нервног система, остеоскелета и видног система.  Иако већина фетуса након пренаталног излагања Зика вирусу без клиничких аномалија које се могу открити, подскуп конгенитално (урођено) инфицираних потомака може имати благе, умерене или тешке штетне исходе који се заједнички називају урођени или (конгенитални) Зика синдром (УЗС).
Урођени Зика синдром је фенотип који обухвата широк спектар структурних аномалија (нпр кортикалну атрофију са микроцефалијом), функционална оштећења (нпр дисфагију) и клиничке последице (нпр епилепсију) који се може манифестовати било на рођењу или у раном периоду живота новорођенчета.
Прогноза за живорођене са урођеним Зика синдромом није у потпуности описан; међутим, чини се да је најтежи фенотип повезан са изложеношћу у првом тромесечју,  а један од важних прогностички фактор је тежина микроцефалије.  Прелиминарни докази показују да погођена деца могу имати стопу смртности од 10% у првим годинама живота. Ипак, релативни ризик од морталитета међу живорођеном децом са урођеним Зика синдромом у поређењу са живорођеном децом без урођеног Зика синдрома и улога важних предиктора морталитета деце, као што су гестацијска старост при рођењу и порођајна тежина, остају и дање непознати.

## Етиологија
Урођени Зика синдром настаје као последица инфекције Зика вирусом, РНК флавивирусом (из породица Флавивиридае). Овај неуротропни вирус који посебно циља неуралне прогениторне ћелије,  првенствено преносе комарци Aedes aegypti, који углавном уједају током дана, са највећим временима активности ујутру и рано увече. Ови комарци такође преносе вирусе денга, чикунгуње и жуте грознице. 
Документована је и трансплацентална (вертикална) и сексуална трансмисија вируса, као и трансмисија трансфузијом крви. Иако је Зика вирус откривен у мајчином млеку, пренос кроз дојење није дефинитивно доказан.
Током трудноће инфекција Зика вирусом се може пренети преко плаценте на фетус у развоју, са потенцијалним тератогеним ефектима, укључујући тешке аномалије централног нервног система.
Студије о плаценти код мишева и људи подржавају хипотезу да инфекција мајке доводи до инфекције и повреде плаценте, након чега следи пренос вируса у мозак фетуса, где он убија неуронске прогениторске ћелије и ремети пролиферацију, миграцију и диференцијацију неурона, што успорава раст мозга и смањује виталност нервних ћелија.
Зика вирус је такође повезан са већом стопом губитка фетуса током трудноће, укључујући мртворођену новорођенчад. Иако се инсуфицијенција плаценте сматра механизмом за који се претпоставља да изазива губитак фетуса касније у трудноћи; за сада, значајна инфламација плаценте није описана.

## Патогенеза
Зика вирус је неуротропни вирус који посебно циља неуралне прогениторне ћелије. Студије о плаценти код мишева и људи подржавају хипотезу да инфекција мајке доводи до инфекције и повреде плаценте, након чега следи пренос вируса у мозак фетуса, у коме он убија неуронске прогениторске ћелије и ремети пролиферацију, миграцију и диференцијацију неурона, што успорава раст мозга и смањује виталност нервних ћелија.
Зика вирус је такође повезан са већом стопом губитка фетуса током трудноће, укључујући мртворођенче. Инсуфицијенција плаценте је механизам за који се претпоставља да изазива губитак фетуса у каснијем периоду трудноће (иако значајна инфламација плаценте није описана).

## Клиничка слика

### Главне клиничке манифестације код мајке
Ризик да трудница добије примарну инфекцију је исти као и код других одраслих особа. Симптоми ЗИКВ инфекције су углавном благи, неспецифични и самоограничени, трају два до седам дана. Симптоми се разликују и могу укључивати макулопапулозни осип, ниску температуру, коњуктивитис, болове у мишићима и зглобовима, артритис, малаксалост и главобољу. Међутим, велики проценат инфекција је асимптоматски.
Најзабрињавајућа карактеристика ЗИКВ инфекције је инфекција мајке током трудноће, која представља ризик од урођене ЗИКВ инфекције и резултирајућих урођених мана код фетуса. Треба посумњати на ЗИКВ инфекцију на основу симптома и изложености (пребивање или путовање у област са активном трансмисијом ЗИКВ) или сексуалног контакта са особом која је била изложена, уз потврдно лабораторијско тестирање кад год је то могуће.

### Главне клиничке манифестације код новорођенчета
Урођена инфекција Зика вирусом може довести до спектра урођених мана. Тешке манифестације могу довести до препознатљивог обрасца урођених мана познатих као урођени Зика синдром. Иако многе компоненте овог синдрома – као што су когнитивне, сензорне и моторичке сметње – имају и друге урођене инфекције, постоји пет карактеристика које се ретко виђају код других урођених (конгениталних) синдрома или су јединствене за урођени Зика синдром:
- Микроцефалија у урођеном Зика синдромутешка микроцефалија са делимично спуштеном лобањом и сувишним скалпом са пругама (додатни кожни набори);
- танки церебрални кортици са субкортикалним калцификацијама,
- макуларни ожиљци и жаришне пигментне мрље на мрежњачи,
- урођене контрактуре великих зглобова (артрогрипоза),
- изражена рана хипертонија или спастичност,
- симптоми екстрапирамидног захвата

Од објављивања почетних клиничких описа, три додатне карактеристике које изгледају јединствене за урођену инфекцију Зика вирусом у поређењу са другим утврђеним конгениталним инфекцијама укључују:
- полазну парализу дијафрагме,
- хипертензивни хидроцефалус након тешке микроцефалије,
- неурогену бешику.

И док су прве два налаза ниске преваленције, неурогена бешика је чест налаз код новорођенчади са фенотипом урођени Зика синдром.
Друге аномалије које се обично пријављују код урођене инфекције Зика вирусом могу се видети код урођеног Зика синдром, али мање у поређењу са другим конгениталним инфекцијама, укључујући кортикалну атрофију, агенезу/хипоплазију корпус калозума, хипоплазију малог мозга (или церебеларног вермиса), дефекте миграције неурона као што су гиралне аномалије или хетеротопије, перивентрикуларне калцификације, хидроцефалус екс вакуо, глауком и микроцефалију након рођења. 
Додатне аномалије које су уобичајене за велики број конгениталних инфекција (укључујући урођени Зика синдром) су микроцефалија, хидроцефалија/вентрикуломегалија/колпоцефалија, калцификације базалних ганглија или неспецифицираних региона, губитак слуха, поренцефалија, хидранцефалија, микрофталмија  – ове аномалије се не могу поуздано користити за разликовање урођених инфекција.
Примарна инфекција Зика вирусом током првог и раног другог триместра трудноће чешће се пријављује код новорођенчади са тешким нежељеним исходима. Инфекција у трећем тромесечју је повезана са мање озбиљним дефектима мозга и очију. Пријављени су и блажи когнитивни ефекти као што су сметње у учењу, али још увек нису повезани са одређеним триместром изложености. 
Урођена инфекција Зика вирусом повезана је и са другим штетним исходима порођаја, као што су побачај, мртворођеност и неонатална смрт, али студије нису коначне.

## Дијагноза
Урођени Зика синдром обухвата неколико малформација примарно у неуролошком, остеоскелетном и визуелном систему, иако синдром може утицати и на друге органске системе.
Урођени Зика синдром је такође повезана са неколико неповољних исхода трудноће, укључујући и губитак фетуса. Најзаступљенији дијагностички налази по органским системима приказани су на доњој табели:
| Систем                  | Налаз |
| ----------------------- | --- |
| Неуролошки систем       | Вентрикуломегалија, паренхимска или церебеларна калцификација, микроцефалија, хипоплазија или атрофија мождане коре, малог мозга и можданог стабла, абнормална формација кортекса, аномалија корпуса калозума, хидроцефалус и хипертоничност. |
| Остеоскелетном систему: | Артрогрипоза и клинасто стопало. |
| Визуелни систем         | Офталмолошке промене у задњем и предњем сегменту ока и абнормална визуелна функција. |

## Терапија
Како за сада не постоји специфичан терапија за урођени Зика синдром, лечење сезаснива на симптоматсој терапији и спровођењу хигијенско-дијететског режима.
Лечење аспирином или ибупрофеном се не препоручује због:
- потенцијално повећаног ризик од хеморагичног синдрома (крварења) пријављен код неких сродних вируса, као што је вирус денга,
- ризик од ретке, али озбиљне болести зване Рејев синдром након вирусне инфекције код деце и тинејџера.[21]

Труднице са Зика вирусом одмах треба упутити на на специјалистичку акушерску процену ради савета о праћења фетуса.